# Club Sportivo Cagliari 1934-1935
Questa voce raccoglie le informazioni riguardanti la Club Sportivo Cagliari nelle competizioni ufficiali della stagione 1934-1935.

## Stagione
La squadra cagliaritana non riuscì a entrare nel gruppo delle 16 squadre ammesse alla nuova Serie B 1935-1936 e fu perciò retrocessa in Serie C, nuova denominazione data alla vecchia Prima Divisione secondo ristrutturazione della categoria voluta dalla FIGC.
La stagione successiva il Cagliari rinunciò a partecipare al campionato di Serie C dopo aver giocato la Coppa Italia.

## Rosa
| N. |                     | Ruolo | Calciatore          |
| -- | ------------------- | ----- | ------------------- |
|    | Italia (bandiera)   | C     | Giuseppe Baccilieri |
|    | Italia (bandiera)   | P     | Renzo Belluomini    |
|    | Italia (bandiera)   | C     | Corrado Biasotto    |
|    | Italia (bandiera)   | D     | Rodolfo Blecich     |
|    | Italia (bandiera)   | A     | Vittorio Bonello    |
|    | Italia (bandiera)   | C     | Leopoldo Caimmi     |
|    | Italia (bandiera)   | P     | Giuseppe Carmignato |
|    | Italia (bandiera)   | D     | Giovanni Colombo    |
|    | Ungheria (bandiera) | A     | Domenico D'Alberto  |

| N. |                   | Ruolo | Calciatore         |
| -- | ----------------- | ----- | ------------------ |
|    | Italia (bandiera) | C     | Aldo Fradelloni    |
|    | Italia (bandiera) | A     | Tonino Fradelloni  |
|    | Italia (bandiera) | D     | Giuseppe Grillo    |
|    | Italia (bandiera) | A     | Venuto Lombatti    |
|    | Italia (bandiera) | D     | Attilio Mestroni   |
|    | Italia (bandiera) | D     | Michele Puligheddu |
|    | Italia (bandiera) | A     | Alberto Ros        |
|    | Italia (bandiera) | A     | Otello Subinaghi   |

La FIGC sciolse la squadra a fine stagione.

## Statistiche

### Statistiche di squadra
| Competizione | Punti | In casa | In casa | In casa | In casa | In casa | In casa | In trasferta | In trasferta | In trasferta | In trasferta | In trasferta | In trasferta | Totale | Totale | Totale | Totale | Totale | Totale | DR |
| Competizione | Punti | G       | V       | N       | P       | Gf      | Gs      | G            | V            | N            | P            | Gf           | Gs           | G      | V      | N      | P      | Gf     | Gs     | DR |
| ------------ | ----- | ------- | ------- | ------- | ------- | ------- | ------- | ------------ | ------------ | ------------ | ------------ | ------------ | ------------ | ------ | ------ | ------ | ------ | ------ | ------ | -- |
| Serie B      | 30    | 14      | 9       | 2       | 3       | 28      | 13      | 15           | 3            | 4            | 8            | 17           | 27           | 29     | 12     | 6      | 11     | 45     | 40     | +5 |

### Statistiche dei giocatori
| Giocatore     | Serie B  | Serie B |
| Giocatore     | Presenze | Reti    |
| ------------- | -------- | ------- |
| G. Baccilieri | 19       | 2       |
| A. Belluomini | 2        | -6      |
| C. Biasotto   | 27       | 1       |
| R. Blecich    | 28       | 0       |
| V. Bonello    | 26       | 3       |
| L. Caimmi     | 22       | 0       |
| G. Carmignato | 26       | -34     |
| B. Colombo    | 26       | 0       |
| D. D'Alberto  | 24       | 13      |
| A. Fradelloni | 11       | 0       |
| T. Fradelloni | 1        | 0       |
| G. Grillo     | 20       | 0       |
| V. Lombatti   | 28       | 5       |
| A. Mestroni   | 6        | 0       |
| M. Puligheddu | 4        | 0       |
| G. Ros        | 14       | 0       |
| O. Subinaghi  | 24       | 15      |